# Huis Tyrel

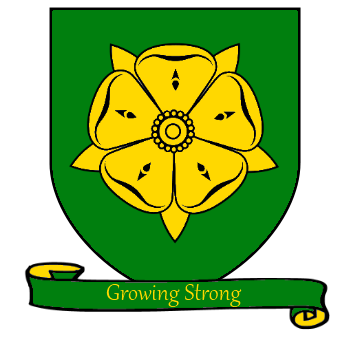
Embleem en motto van Huis Tyrel (Groei brengt kracht)

Huis Tyrel (Engels: Tyrell) is een fictieve familie in George R.R. Martins boekenreeks Het Lied van IJs en Vuur. Huis Tyrel is het belangrijkste edele huis van het Bereik. Ze zetelen in Hooggaarden, een kasteel nabij de rivier Manderly. Het wapen van huis Tyrel is een gouden roos op een groen veld en hun motto is "Groei brengt kracht".

## Geschiedenis
De Tyrels stammen via de vrouwelijke lijn af van de legendarische Garth Groenhand, de eerste Koning van het Bereik uit de Heldenera. De Tyrels waren stewards van Huis Gardner, de oude Koningen van het Bereik, die periodiek met lagere huizen van het Bereik trouwden, zoals Huis Tyrel of Huis Florent. Nadat Huis Gardner uitstierf tijdens de verovering van het Bereik door de Targaryens gaven de Tyrels Hooggaarden zonder verzet over aan Aegon. Voor deze dienst werden zij benoemd tot overheer van het Bereik en heren van het Zuiden.

## Stamboom
|                 |                 |                 |                 |                 |                 |  |  |        |        |        |        |        |        |  |  | Luthor Longturn | Luthor Longturn | Luthor Longturn | Luthor Longturn | Luthor Longturn | Luthor Longturn |  |  | Olenna Roodweyn   | Olenna Roodweyn   | Olenna Roodweyn   | Olenna Roodweyn   | Olenna Roodweyn   | Olenna Roodweyn   |  |  |          |          |          |          |          |          |  |  |                      |                      |                      |                      |                      |                      |  |  |  |  |  |  |  |  |  |  | Zijlinies van de Tyrels | Zijlinies van de Tyrels | Zijlinies van de Tyrels | Zijlinies van de Tyrels | Zijlinies van de Tyrels | Zijlinies van de Tyrels |  |  |               |               |               |               |               |               |  |  |  |  |
|                 |                 |                 |                 |                 |                 |  |  |        |        |        |        |        |        |  |  | Luthor Longturn | Luthor Longturn | Luthor Longturn | Luthor Longturn | Luthor Longturn | Luthor Longturn |  |  | Olenna Roodweyn   | Olenna Roodweyn   | Olenna Roodweyn   | Olenna Roodweyn   | Olenna Roodweyn   | Olenna Roodweyn   |  |  |          |          |          |          |          |          |  |  |                      |                      |                      |                      |                      |                      |  |  |  |  |  |  |  |  |  |  | Zijlinies van de Tyrels | Zijlinies van de Tyrels | Zijlinies van de Tyrels | Zijlinies van de Tyrels | Zijlinies van de Tyrels | Zijlinies van de Tyrels |  |  |               |               |               |               |               |               |  |  |  |  |
|                 |                 |                 |                 |                 |                 |  |  |        |        |        |        |        |        |  |  |                 |                 |                 |                 |                 |                 |  |  |                   |                   |                   |                   |                   |                   |  |  |          |          |          |          |          |          |  |  |                      |                      |                      |                      |                      |                      |  |  |  |  |  |  |  |  |  |  |                         |                         |                         |                         |                         |                         |  |  |               |               |               |               |               |               |  |  |  |  |
|                 |                 |                 |                 |                 |                 |  |  |        |        |        |        |        |        |  |  |                 |                 |                 |                 |                 |                 |  |  |                   |                   |                   |                   |                   |                   |  |  |          |          |          |          |          |          |  |  |                      |                      |                      |                      |                      |                      |  |  |  |  |  |  |  |  |  |  |                         |                         |                         |                         |                         |                         |  |  |               |               |               |               |               |               |  |  |  |  |
| Paxter Roodweyn | Paxter Roodweyn | Paxter Roodweyn | Paxter Roodweyn | Paxter Roodweyn | Paxter Roodweyn |  |  | Mina   | Mina   | Mina   | Mina   | Mina   | Mina   |  |  | Hamer           | Hamer           | Hamer           | Hamer           | Hamer           | Hamer           |  |  | Alerie Hoogtoren  | Alerie Hoogtoren  | Alerie Hoogtoren  | Alerie Hoogtoren  | Alerie Hoogtoren  | Alerie Hoogtoren  |  |  | Janna    | Janna    | Janna    | Janna    | Janna    | Janna    |  |  | Jon Graftweg (Groen) | Jon Graftweg (Groen) | Jon Graftweg (Groen) | Jon Graftweg (Groen) | Jon Graftweg (Groen) | Jon Graftweg (Groen) |  |  |  |  |  |  |  |  |  |  | Victoria                | Victoria                | Victoria                | Victoria                | Victoria                | Victoria                |  |  | Jon Bullwer   | Jon Bullwer   | Jon Bullwer   | Jon Bullwer   | Jon Bullwer   | Jon Bullwer   |  |  |  |  |
| Paxter Roodweyn | Paxter Roodweyn | Paxter Roodweyn | Paxter Roodweyn | Paxter Roodweyn | Paxter Roodweyn |  |  | Mina   | Mina   | Mina   | Mina   | Mina   | Mina   |  |  | Hamer           | Hamer           | Hamer           | Hamer           | Hamer           | Hamer           |  |  | Alerie Hoogtoren  | Alerie Hoogtoren  | Alerie Hoogtoren  | Alerie Hoogtoren  | Alerie Hoogtoren  | Alerie Hoogtoren  |  |  |          | Janna    | Janna    | Janna    | Janna    | Janna    |  |  | Jon Graftweg (Groen) | Jon Graftweg (Groen) | Jon Graftweg (Groen) | Jon Graftweg (Groen) | Jon Graftweg (Groen) | Jon Graftweg (Groen) |  |  |  |  |  |  |  |  |  |  | Victoria                | Victoria                | Victoria                | Victoria                | Victoria                | Victoria                |  |  | Jon Bullwer   | Jon Bullwer   | Jon Bullwer   | Jon Bullwer   | Jon Bullwer   | Jon Bullwer   |  |  |  |  |
|                 |                 |                 |                 |                 |                 |  |  |        |        |        |        |        |        |  |  |                 |                 |                 |                 |                 |                 |  |  |                   |                   |                   |                   |                   |                   |  |  |          |          |          |          |          |          |  |  |                      |                      |                      |                      |                      |                      |  |  |  |  |  |  |  |  |  |  |                         |                         |                         |                         |                         |                         |  |  |               |               |               |               |               |               |  |  |  |  |
|                 |                 |                 |                 |                 |                 |  |  |        |        |        |        |        |        |  |  |                 |                 |                 |                 |                 |                 |  |  |                   |                   |                   |                   |                   |                   |  |  |          |          |          |          |          |          |  |  |                      |                      |                      |                      |                      |                      |  |  |  |  |  |  |  |  |  |  |                         |                         |                         |                         |                         |                         |  |  |               |               |               |               |               |               |  |  |  |  |
|                 |                 |                 |                 |                 |                 |  |  | Willas | Willas | Willas | Willas | Willas | Willas |  |  | Garlan          | Garlan          | Garlan          | Garlan          | Garlan          | Garlan          |  |  | Leonette Graftweg | Leonette Graftweg | Leonette Graftweg | Leonette Graftweg | Leonette Graftweg | Leonette Graftweg |  |  | Marjolij | Marjolij | Marjolij | Marjolij | Marjolij | Marjolij |  |  | Loras                | Loras                | Loras                | Loras                | Loras                | Loras                |  |  |  |  |  |  |  |  |  |  | Elinor                  | Elinor                  | Elinor                  | Elinor                  | Elinor                  | Elinor                  |  |  | Alyn Ambrose  | Alyn Ambrose  | Alyn Ambrose  | Alyn Ambrose  | Alyn Ambrose  | Alyn Ambrose  |  |  |  |  |
|                 |                 |                 |                 |                 |                 |  |  | Willas | Willas | Willas | Willas | Willas | Willas |  |  | Garlan          | Garlan          | Garlan          | Garlan          | Garlan          | Garlan          |  |  | Leonette Graftweg | Leonette Graftweg | Leonette Graftweg | Leonette Graftweg | Leonette Graftweg | Leonette Graftweg |  |  | Marjolij | Marjolij | Marjolij | Marjolij | Marjolij | Marjolij |  |  | Loras                | Loras                | Loras                | Loras                | Loras                | Loras                |  |  |  |  |  |  |  |  |  |  | Elinor                  | Elinor                  | Elinor                  | Elinor                  | Elinor                  | Elinor                  |  |  | Alyn Ambrose  | Alyn Ambrose  | Alyn Ambrose  | Alyn Ambrose  | Alyn Ambrose  | Alyn Ambrose  |  |  |  |  |
|                 |                 |                 |                 |                 |                 |  |  |        |        |        |        |        |        |  |  |                 |                 |                 |                 |                 |                 |  |  |                   |                   |                   |                   |                   |                   |  |  |          |          |          |          |          |          |  |  |                      |                      |                      |                      |                      |                      |  |  |  |  |  |  |  |  |  |  |                         |                         |                         |                         |                         |                         |  |  |               |               |               |               |               |               |  |  |  |  |
|                 |                 |                 |                 |                 |                 |  |  |        |        |        |        |        |        |  |  |                 |                 |                 |                 |                 |                 |  |  |                   |                   |                   |                   |                   |                   |  |  |          |          |          |          |          |          |  |  |                      |                      |                      |                      |                      |                      |  |  |  |  |  |  |  |  |  |  |                         |                         |                         |                         |                         |                         |  |  |               |               |               |               |               |               |  |  |  |  |
| Horas           | Horas           | Horas           | Horas           | Horas           | Horas           |  |  | Horas  | Horas  | Horas  | Horas  | Horas  | Horas  |  |  | Desmera         | Desmera         | Desmera         | Desmera         | Desmera         | Desmera         |  |  |                   |                   |                   |                   |                   |                   |  |  |          |          |          |          |          |          |  |  |                      |                      |                      |                      |                      |                      |  |  |  |  |  |  |  |  |  |  | Ser Leo                 | Ser Leo                 | Ser Leo                 | Ser Leo                 | Ser Leo                 | Ser Leo                 |  |  | Alys Beesbury | Alys Beesbury | Alys Beesbury | Alys Beesbury | Alys Beesbury | Alys Beesbury |  |  |  |  |
| Horas           | Horas           | Horas           | Horas           | Horas           | Horas           |  |  |        | Horas  | Horas  | Horas  | Horas  | Horas  |  |  | Desmera         | Desmera         | Desmera         | Desmera         | Desmera         | Desmera         |  |  |                   |                   |                   |                   |                   |                   |  |  |          |          |          |          |          |          |  |  |                      |                      |                      |                      |                      |                      |  |  |  |  |  |  |  |  |  |  | Ser Leo                 | Ser Leo                 | Ser Leo                 | Ser Leo                 | Ser Leo                 | Ser Leo                 |  |  | Alys Beesbury | Alys Beesbury | Alys Beesbury | Alys Beesbury | Alys Beesbury | Alys Beesbury |  |  |  |  |
|                 |                 |                 |                 |                 |                 |  |  |        |        |        |        |        |        |  |  |                 |                 |                 |                 |                 |                 |  |  |                   |                   |                   |                   |                   |                   |  |  |          |          |          |          |          |          |  |  |                      |                      |                      |                      |                      |                      |  |  |  |  |  |  |  |  |  |  |                         |                         |                         |                         |                         |                         |  |  |               |               |               |               |               |               |  |  |  |  |
|                 |                 |                 |                 |                 |                 |  |  |        |        |        |        |        |        |  |  |                 |                 |                 |                 |                 |                 |  |  |                   |                   |                   |                   |                   |                   |  |  |          |          |          |          |          |          |  |  |                      |                      |                      |                      |                      |                      |  |  |  |  |  |  |  |  |  |  | Olenna                  | Olenna                  | Olenna                  | Olenna                  | Olenna                  | Olenna                  |  |  | Leo Blackbar  | Leo Blackbar  | Leo Blackbar  | Leo Blackbar  | Leo Blackbar  | Leo Blackbar  |  |  |  |  |
|                 |                 |                 |                 |                 |                 |  |  |        |        |        |        |        |        |  |  |                 |                 |                 |                 |                 |                 |  |  |                   |                   |                   |                   |                   |                   |  |  |          |          |          |          |          |          |  |  |                      |                      |                      |                      |                      |                      |  |  |  |  |  |  |  |  |  |  | Olenna                  | Olenna                  | Olenna                  | Olenna                  | Olenna                  | Olenna                  |  |  | Leo Blackbar  | Leo Blackbar  | Leo Blackbar  | Leo Blackbar  | Leo Blackbar  | Leo Blackbar  |  |  |  |  |
|                 |                 |                 |                 |                 |                 |  |  |        |        |        |        |        |        |  |  |                 |                 |                 |                 |                 |                 |  |  |                   |                   |                   |                   |                   |                   |  |  |          |          |          |          |          |          |  |  |                      |                      |                      |                      |                      |                      |  |  |  |  |  |  |  |  |  |  |                         |                         |                         |                         |                         |                         |  |  |               |               |               |               |               |               |  |  |  |  |
|                 |                 |                 |                 |                 |                 |  |  |        |        |        |        |        |        |  |  |                 |                 |                 |                 |                 |                 |  |  |                   |                   |                   |                   |                   |                   |  |  |          |          |          |          |          |          |  |  |                      |                      |                      |                      |                      |                      |  |  |  |  |  |  |  |  |  |  | Olymer                  | Olymer                  | Olymer                  | Olymer                  | Olymer                  | Olymer                  |  |  | Lysa Meadows  | Lysa Meadows  | Lysa Meadows  | Lysa Meadows  | Lysa Meadows  | Lysa Meadows  |  |  |  |  |
|                 |                 |                 |                 |                 |                 |  |  |        |        |        |        |        |        |  |  |                 |                 |                 |                 |                 |                 |  |  |                   |                   |                   |                   |                   |                   |  |  |          |          |          |          |          |          |  |  |                      |                      |                      |                      |                      |                      |  |  |  |  |  |  |  |  |  |  | Olymer                  | Olymer                  | Olymer                  | Olymer                  | Olymer                  | Olymer                  |  |  | Lysa Meadows  | Lysa Meadows  | Lysa Meadows  | Lysa Meadows  | Lysa Meadows  | Lysa Meadows  |  |  |  |  |
|                 |                 |                 |                 |                 |                 |  |  |        |        |        |        |        |        |  |  |                 |                 |                 |                 |                 |                 |  |  |                   |                   |                   |                   |                   |                   |  |  |          |          |          |          |          |          |  |  |                      |                      |                      |                      |                      |                      |  |  |  |  |  |  |  |  |  |  |                         |                         |                         |                         |                         |                         |  |  |               |               |               |               |               |               |  |  |  |  |
|                 |                 |                 |                 |                 |                 |  |  |        |        |        |        |        |        |  |  |                 |                 |                 |                 |                 |                 |  |  |                   |                   |                   |                   |                   |                   |  |  |          |          |          |          |          |          |  |  |                      |                      |                      |                      |                      |                      |  |  |  |  |  |  |  |  |  |  | Luthor                  | Luthor                  | Luthor                  | Luthor                  | Luthor                  | Luthor                  |  |  | Elyn Norridge | Elyn Norridge | Elyn Norridge | Elyn Norridge | Elyn Norridge | Elyn Norridge |  |  |  |  |
|                 |                 |                 |                 |                 |                 |  |  |        |        |        |        |        |        |  |  |                 |                 |                 |                 |                 |                 |  |  |                   |                   |                   |                   |                   |                   |  |  |          |          |          |          |          |          |  |  |                      |                      |                      |                      |                      |                      |  |  |  |  |  |  |  |  |  |  | Luthor                  | Luthor                  | Luthor                  | Luthor                  | Luthor                  | Luthor                  |  |  | Elyn Norridge | Elyn Norridge | Elyn Norridge | Elyn Norridge | Elyn Norridge | Elyn Norridge |  |  |  |  |
|                 |                 |                 |                 |                 |                 |  |  |        |        |        |        |        |        |  |  |                 |                 |                 |                 |                 |                 |  |  |                   |                   |                   |                   |                   |                   |  |  |          |          |          |          |          |          |  |  |                      |                      |                      |                      |                      |                      |  |  |  |  |  |  |  |  |  |  |                         |                         |                         |                         |                         |                         |  |  |               |               |               |               |               |               |  |  |  |  |
|                 |                 |                 |                 |                 |                 |  |  |        |        |        |        |        |        |  |  |                 |                 |                 |                 |                 |                 |  |  |                   |                   |                   |                   |                   |                   |  |  |          |          |          |          |          |          |  |  |                      |                      |                      |                      |                      |                      |  |  |  |  |  |  |  |  |  |  | Theodore                | Theodore                | Theodore                | Theodore                | Theodore                | Theodore                |  |  | Lia Serry     | Lia Serry     | Lia Serry     | Lia Serry     | Lia Serry     | Lia Serry     |  |  |  |  |
|                 |                 |                 |                 |                 |                 |  |  |        |        |        |        |        |        |  |  |                 |                 |                 |                 |                 |                 |  |  |                   |                   |                   |                   |                   |                   |  |  |          |          |          |          |          |          |  |  |                      |                      |                      |                      |                      |                      |  |  |  |  |  |  |  |  |  |  | Theodore                | Theodore                | Theodore                | Theodore                | Theodore                | Theodore                |  |  | Lia Serry     | Lia Serry     | Lia Serry     | Lia Serry     | Lia Serry     | Lia Serry     |  |  |  |  |

## Tyrells inHet Lied van IJs en Vuur

### Hamer
Heer van Hooggaarden, Verdediger van de Marsen, Hoge Marshal van het Bereik en Stadhouder van het Zuiden. Hamer Tyrel (Mace Tyrell) is een vroeg oude man. Hij is erg ambitieus maar bezit weinig gevoel voor politiek en tact. Als legerleider is zijn enige prestatie de niet beslissende overwinning tegen Robert in de Slag bij Esfoort tijdens Roberts Rebellie. De overwinning werd voornamelijk geboekt door de voorhoede onder leiding van zijn vazal Randyl Tarling (Randyll Tarly). Een aantal van Hamers familieleden zijn aanmerkelijk bekwamer dan hij.
Hamer heeft er altijd van gedroomd dat zijn dochter koningin zou worden, dus toen Renling Baratheon en Loras Tyrel met het plan kwamen om Renling te kronen en hem te laten trouwen met Marjolij, hadden zij zijn volledige steun. Echter de regering en het leven van Renling duurden niet lang. Na zijn dood, vóór de veldslag tegen zijn broer Stannis Baratheon, trok Hamer met zijn zonen en tienduizend man terug om nieuwe plannen te maken. Mace werd door Petyr Baelish overgehaald om Koning Joffrey te steunen. Zijn leger trok snel op richting Koningslanding en wist samen met Tywin Lannister het leger van Stannis te verslaan in de Slag bij Zwartwater. Hamer werd beloond met een zetel in de Kleine Raad en het huwelijk van Koning Joffrey met zijn dochter Marjolij. Kasteel Stormeinde was nog steeds in handen van Stannis en Hamer werd na het huwelijk belast met de inname ervan. In Koningslanding had Koningin Cersei ondertussen Marjolij gevangengenomen. Toen dit nieuws Hamer bereikte verliet hij onmiddellijk Stormeinde en trok met zijn leger op naar Koningslanding.
Hamer Tyrel wordt in de HBO-televisieserie Game of Thrones gespeeld door Roger Ashton-Griffiths.

### Alerie Hoogtoren
Vrouwe Alerie Hoogtoren Tyrel is de vrouw van Hamer en de oudste dochter van Heer Leyton Hoogtoren, de machtigste vazal van de Tyrels. Alerie is een elegante lange mooie vrouw. Ze heeft lang zilveren haar dat ze gevlochten in een vlecht draagt.

### Willas
De oudste zoon van de Hamer en de erfgenaam van Hooggaarden. Tijdens een steekspel met Oberyn Martel raakte hij kreupel. Het incident wakkerde de bestaande vijandschap tussen de Huizen Tyrel en Martel verder aan. Willas komt in de boeken alleen voor in de verhalen van anderen. Volgens deze verhalen is hij een intelligente, belezen, jongeman. Hij schijnt geen wrok tegen Oberyn te koesteren en correspondeert af en toe met hem.
Marjolij en Olenna waren in het geheim van plan om hem te laten trouwen met Sansa Stark. Hierdoor zouden de Tyrels het noorden kunnen claimen. Het plan mislukte doordat Tywin Lannister ervan hoorde en Sansa snel liet trouwen met zijn zoon Tyrion Lannister. Hij stelde Cersei voor als huwelijkskandidaat maar Hamer weigerde. Als erfgenaam van Hooggaarden heeft Willas tijdens de afwezigheid van Hamer het commando in het Bereik.

### Garlan
De tweede zoon van Hamer wordt Garlan de Dappere genoemd. Hij is minder bekend om zijn bekwaamheid in de krijgskunsten dan zijn jongere broer Loras. Maar volgens deze is Garlan zijn meerdere met zwaardvechten. Dit maakt hem een van de beste zwaardvechters in Westeros. Garlan is getrouwd met Leonette Graftweg, dochter van een vazal van de Tyrels. Ze hebben nog geen kinderen.
Garlan deed zich tijdens de Slag bij Zwartwater voor als Heer Renling door diens harnas te dragen. In deze slag vocht hij met succes tegen een dozijn ridders, onder wie de beroemde ridder Ser Guyard Morrigen. Anderen raakten in paniek door de 'dode Renly' en vluchtten.
Om zijn daden in de slag van Zwartwater werd Garlan verheven tot Heer van Lichtwaterbrug, het voorvaderlijke slot van Huis Florens. De Florens' werden van hun land onteigend doordat zij Stannis hadden gesteund in plaats van hun leenheer, Hamer Tyrel, te volgen. Deze beloning maakt Garlan een machtige heer. Garlan is een eerlijk en oprecht man. Tijdens het huwelijk van Joffrey met Marjolij, was hij een van de weinigen die de prestaties van Tyrion Lannister prees. Hij kwam ook voor hem op toen de dronken Joffrey Tyrion vernederde en berispte Joffrey zelfs waar zijn hofhouding bij was. Garlan probeerde ook om Tyrion te verdedigen tijdens zijn berechting, maar Tyrion realiseerde zich dat een eerlijke verdediger de berechting meer geloofwaardigheid zou geven. Na het huwelijk van Marjolij en Tommen trok hij met tienduizend man op naar Lichtwaterbrug om het voor zich op te eisen.

### Loras
Is de derde zoon van Hamer, beter bekend als de Bloemenridder. Hij is een zeer bekwame strijder en toernooiridder. Zijn toernooiensuccessen, mooie uiterlijk en gevechtskunsten maken hem tot een van de meest geliefde en populairste ridders. Ondanks zijn jeugd en tengere bouw is hij een bekwaam vechter, onder meer met zwaarden, bijlen, en goedendagen.
Tijdens het toernooi van de Hand droeg Loras een harnas waarin bloemen van juwelen in waren vervaardigd en een mantel van geweven rozen. Na elke overwinning, gooide hij een witte roos naar een mooi meisje in de menigte. Hij gaf Sansa als dochter van de Hand een rode roos. Sansa werd door zijn edelheid en ridderlijkheid zeer verliefd op hem. Loras' ridderlijkheid weerhield hem er niet van om in het steekspel tegen Gregor Clegane een hitsige merrie als paard te gebruiken. Gregors paard, een lastige hengst rook het beest en was niet meer door Gregor in bedwang te houden. Hierdoor slaagde hij erin om Gregor uit het zadel te lichten. Hiermee was de strijd gewonnen door Loras maar de verslagen Gregor was zo woedend dat hij Loras aanviel, waarop deze niet rekende. Loras werd gered door Gregors broer Sandor. Uit dankbaarheid gaf Loras Sandor de overwinning. 
In zijn jeugd werd hij opgevoed op Stormeinde en diende als page en schildknaap van Renling Baratheon. De twee kregen heimelijk een relatie. Toen Heer Renling na de dood van Robert de IJzeren Troon claimde steunden Loras en de rest van Huis Tyrel hem. Het verbond werd bezegeld door het huwelijk van zijn zuster Marjolij met Renling. Renling maakte Loras tot hoofd van zijn Regenbooggarde en de twee waren onafscheidelijk, ook na het huwelijk van Renling. Loras werd half krankzinnig na Renlings dood en doodde in een vlaag van verstandsverbijstering twee van zijn collegalijfwachten. Nadien geloofde hij dat Brienne van Tarth en Catelyn Stark de moord hadden begaan, hoewel hij dit niet had waargenomen. Nadat de Tyrels zich bij de Lannisters hadden aangesloten, vocht Loras met zijn broer Garlan in de Slag bij Zwartwater. Hij werd in de Koningsgarde van Joffrey opgenomen met het doel zijn zuster Marjolij te beschermen toen zij de koningin werd. Een handige bijkomstigheid hiervan was dat aangezien de koningslijfwachten niet mogen trouwen er ook geen huwelijkskandidaat voor hem gevonden hoeft te worden. Gezien zijn homoseksualiteit kwam dit goed uit. Na de invasie van de IJzergeborenen in de gebieden van het Bereik verzochten Marjolij en Loras Cersei de Tyrel-vloot in de tegenaanval in te zetten. Cersei wilde dit slechts toestaan nadat Drakensteen, het laatste bastion van Stannis, was gevallen. Loras vroeg en kreeg het commando. In zijn haast om het Bereik te verdedigen liet hij Drakensteen roekeloos aanvallen. Hij slaagde erin om Drakensteen snel te veroveren ten koste van enorme verliezen. Zelf raakte hij ook zwaargewond.
Loras Tyrel wordt in de HBO-televisieserie Game of Thrones gespeeld door Finn Jones.

### Marjolij

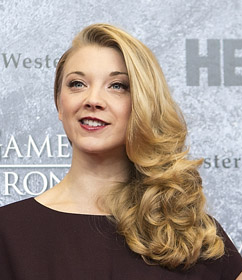
Natalie Dormer speelt Marjolij Tyrel

Marjolij (Margaery), de enige dochter van Hamer Tyrel, is een intelligente en slimme jonge vrouw. Ze is de beschermelinge van haar sluwe grootmoeder, Olenna. Zij is ook zeer mooi, met zacht krullend bruin haar, bruine ogen en een slank, goed figuur.
Marjolij werd eerst uitgehuwelijkt aan Koning Renling Baratheon, ter bevestiging van zijn verbond met de Tyrels. Toen hij werd gedood sloten de Tyrels zich bij de Lannisters aan en trouwde Marjolij met Koning Joffrey Baratheon. Ook dit huwelijk was van korte duur. Joffrey werd op zijn eigen huwelijksfeest vergiftigd. Door wens van Hamer om zijn dochter koningin te maken en het verbond met de Lannisters door te laten gaan was Marjolij genoodzaakt om nogmaals te trouwen. Ditmaal met de jongere broer van Joffrey Tommen, een kleine jongen die toen koning werd.
Marjolij Tyrel wordt in de HBO-televisieserie Game of Thrones gespeeld door Natalie Dormer.

### Olenna Roodweyn

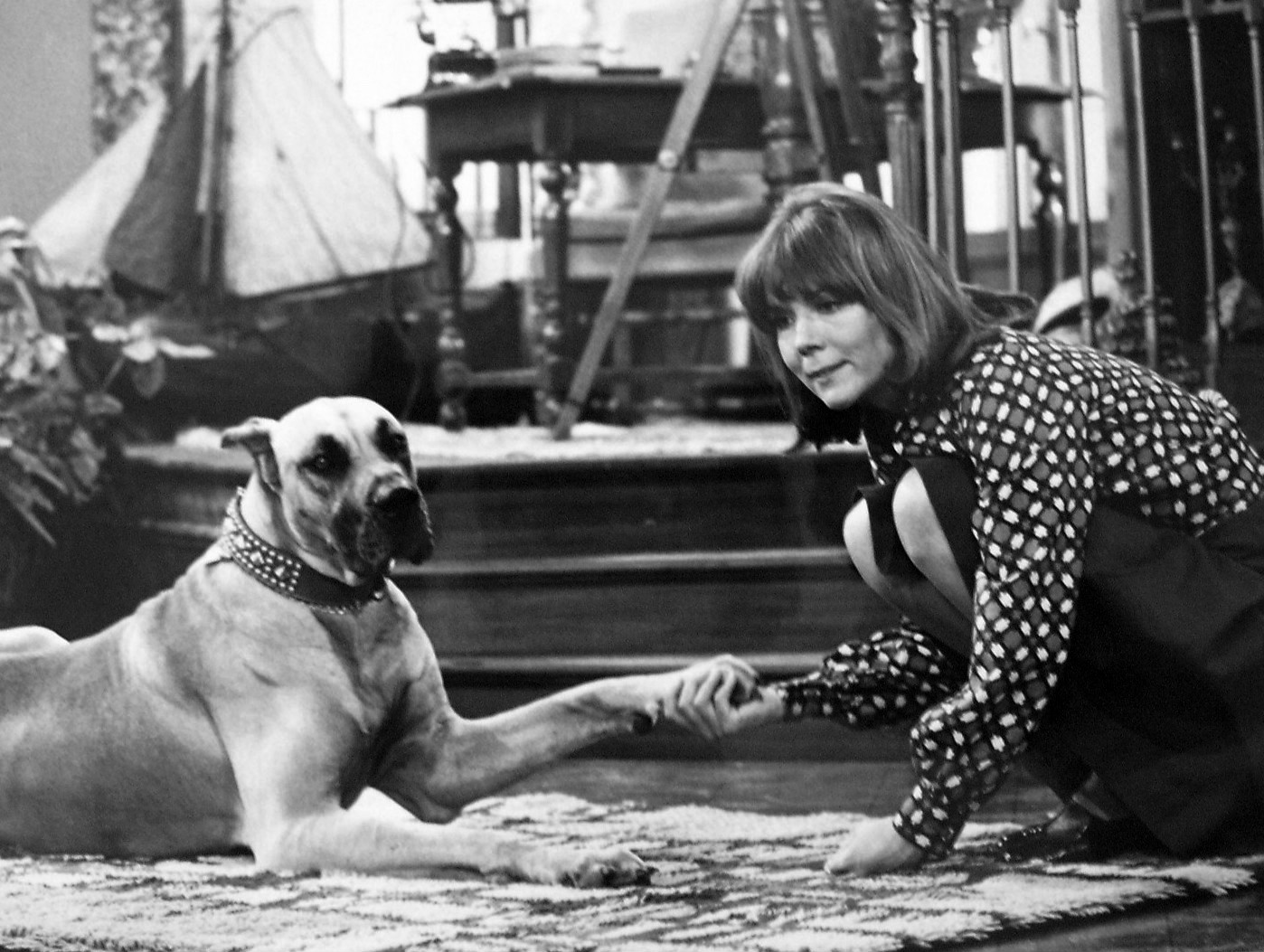
Diana Rigg speelt Olenna Roodweyn

Olenna Roodweyn is de weduwe van Heer Luthor Tyrel en de moeder van Hamer. Haar bijnamen is de Doornenkoningin.
Olenna Roodweyn wordt in de HBO-televisieserie Game of Thrones gespeeld door Diana Rigg.

## Vazallen
- Esfoort (Ashford) van Esfoort (Ashford).
- Bulwer van Zwartkroon (Blackcrown). De Bulwers zijn gelieerd aan de Tyrels. Victaria Tyrel is getrouwd met een Bulwer. De Vrouwe van Huis Bulwer, Alysanne, is Victaria's dochter. Ze is een klein meisje en een van de hofdames van Margaery.
- Chester. De Heer van Huis Chester heeft de titel van Heer van Groenschild.
- Kraan van Rood Meer.
- Florens (Florent) van Lichtwaterbrug (Brightwater Keep).
- Graftweg (Fossoway). Er bestaan twee takken van het huis:
  - de roodappel-Graftwegs van Ciderhal (Cider Hall).
  - de groenappel-Graftwegs van Nieuwvat, een zijlinie die afstamt van Raymun Graftweg. Het ontstaan van de linie is beschreven in de Hagenridder.
- Grimm van Grimstone. De Heer van Huis Grimm heeft de titel van Heer van Grijsschild.
- Hewett van Kasteel Hewett. De Heer van Huis Hewett heeft de titel van Heer van Eikenschild.
- Hoogtoren (Hightower) van de Hoogtoren (Hightower). Zij zijn heren van Oudstee (Oldtown), een van de grootste steden in Westeros en een grote havenstad. De Hoogtoren in Oudstee is het hoogste gebouw van Westeros. Het dient als vuurtoren voor zeelui en is de zetel van familie Hoogtoren.
- Blijleven (Merryweather) van Langetafel (Longtable).
- Mullendore van Hoogland.
- Eikhart (Oakheart) van Oude Eik (Old Oak).
- Osgrey van Standvastig. De eed van trouw beschrijft de dienst van Ser Duncan de Lange aan Ser Eustace Osgrey.
- Roodweyn (Redwyne) van het Prieel (the Arbor), een groot eiland voor de kust van Westeros.
- Rowin (Rowan) van Guldenloo (Goldengrove).
- Serry De Heer van Huis Serry heeft de titel van Heer van Zuidschild.
- Tarling (Tarly) van Hoornheuvel (Horn Hill).
- Vyrwel van Darkdell.